# Source Mage
Source Mage (někdy psáno také SourceMage) je speciální distribuce Linuxu. Neexistují v ní žádné předkompilované balíčky, ale pouze tzv. kouzla (spell), která se postarají o instalaci programu z internetu. Kouzla umožňují také vytváření závislosti.

## Výhody
- Optimalizace pro architekturu uživatelova počítače (u programů, které jsou dostupné ve zdrojové formě)
- Přehled o nainstalovaném softwaru
- Snadné vytvoření nových kouzel a jejich udržování (většinou stačí v kouzlu přepsat číslo verze a kontrolní součet)

## Nevýhody
- Potřeba připojení k internetu (instalační CD obsahuje pouze minimum)
- Dlouhé doby kompilace (zvláště u větších programů nebo pomalejších strojů)
- Obtížnější nastavení
- Malá komunita (zatím)